# 厄德穆特·多蘿西亞 (薩克森-蔡茨)
厄德穆特·多蘿西亞（德語：Erdmuth Dorothea von Sachsen-Zeitz，1661年11月13日—1720年4月29日），薩克森-梅澤堡公爵夫人，薩克森-蔡茨公爵莫里茲的女兒。

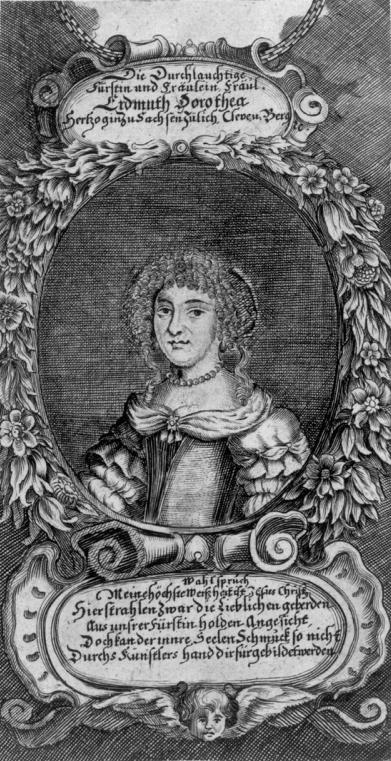

## 家庭
1679年，厄德穆特·多蘿西亞和薩克森-梅澤堡的克里斯蒂安二世結婚，兩人共有三個兒子：
1. 克里斯蒂安·莫里茲（1680年—1694年），早逝
2. 莫里茲·威廉（1688年—1731年）
3. 腓特烈·埃爾德曼（1691年—1714年）